# Timur Kutlugh
Timur Kutlugh (Temür Qutlugh, Temür Kutlugh) fou kan de l'Horda d'Or. Era fill de Timur Malik de l'Horda Blava i net d'Urus Khan i tenia el suport d'un altre príncep, Idiku o Ëdigu, conegut com a Idiku Uzbek o Idiku Mangit, al que Tamerlà havia nomenat kan de l'Horda Nogai.
Va servir amb Tamerlà al menys des de la campanya de Coràsmia de 1388 (on va tenir una participació destacad junt amb el príncep tuluïda Konge); a la del 1389 també en resposta als atacs de Toktamish a Transoxania el 1387-1388 (on va dirigir l'avantguarda); després a la campanya contra Toktamish del 1391 i altre cop el 1395 (vegeu Toktamix). A l'hivern del 1395 encara seguia amb Tamerlà però poc després ja apareix enfrontat a Toktamix que havia tornat des de Bolghar i s'havia apoderat de Sarai. A la sortida de Tamerlà del Qiptxaq, Ëdigu o Idiku, el cap de l'Horda Nogai, era el que concentrava més poder militar i li va donar suport. Timur estava assentat llavors al sud del kanat a la zona del Dnièper i a Crimea on apareix donant el títol de terkhan a un príncep a Sudak, un oficial de la seva cort de nom Koirijak, un descendent de Genguis Khan i de Tului, com a nou kan de Quiptxaq (Horda Blava) i li va donar diversos elements reials i un contingent de uzbeks. Toktamix va combatre a Crimea des de la tardor del 1396 a la del 1397 contra Timur i contra els genovesos, i en aquest temps Timur Kutlugh i Ëdigu van preparar les seves forces. El 1398 Timur Kutlugh, amb el suport del general nogai Idiku va vèncer a Toktamix i el va expulsar de Sarai, i va assolir el tron de Qiptxaq occidental.
En aquest temps a Kíev governava el príncep lituà Vitautes que havia rebut les províncies de Volínia i Brest per un tractat amb Jagelló de Polònia i Lituània; els cavallers teutons l'havien convertit als cristianisme i era violent i ambiciós; va fer matar tres parents, fills d'Olgerd: Vigunt príncep de Kíev (que fou enverinat), Narimant, executat per fletxes després de ser penjat a un arbre, i Kongaib, decapitat. Al seu germà Koribut, que regnava a Nóvgorod-Séversk, el va fer empresonar; un altre germà, Wladimir, fou expulsat de Kíev que breument va donar a Skirigailo, germà del rei de Polònia però fou enverinat per l'arximandrita del convent de Petchersky, segurament sota ordes del mateix Vitautes, que va designar llavors a Joan Olkhanski com el seu delegat a la ciutat; poc després es va apoderar de Podòlia, dependència de la corona de Polònia; va sotmetre als prínceps de Drutsk, i es va apoderar d'Orsha i Vítsiebsk. Així va dominar Lituània i la Petita Rússia.
Després va assaltar el principat de Smolensk governat aleshores pel seu cunyat Yuri Svlatoslavitx; va aparèixer sobtadament davant la seva capital, es va guanyar a la guarnició amb promeses i pensant que anaven a lluitar contra Tamerlà i llavors els caps foren capturats i es va apoderar de la ciutat cremant els suburbis i saquejant el centre; hi va restar uns mesos i després hi va deixar al lituà Yamont com a governador i llavors va fer algunes ràtzies a Riazan. Aquest perill s'havia instal·lat a les portes del gran principat de Moscou; Basili no obstant va anar en persona a Smolensk a reunir-se amb Vitautes que era el seu sogre; aquest després li va tornar la visita a Kolomna; junts van adoptar una política comuna contra Nóvgorod a la que volien separar de la seva aliança amb els Cavallers Teutònics de Livònia (enemics dels lituans) i volien fer reconèixer l'autoritat del patriarca de Moscou. Basili va declarar la guerra a Nóvgorod i quan va avançar les seves tropes van rebre la submissió de la població de Dwina, el gran magatzem de productes siberians i dels Urals, i la dependència de Nóvgorod més valuosa. Basili en va donar el govern a Feodor de Rostov (1397); però els novgorodians van agafar les armes i van aconseguir expulsar els russos. Vitautes secretament va estar en contacte amb Nóvgorod i es va oferir a ser el seu protector.
Les seves ambicions foren posposades per l'arribada a Kíev el 1399 de Toktamix, expulsat de Sarai el 1398, del que esperava aprofitar-se. Vitautes va enviar una ambaixada (presidida per Yamont de Smolensk) a Moscou, per demanar al gran príncep unir-se en ajut de Toktamix, però Moscou no es va mostrar interessada, i encara preferien als tàtars (que es conformaven amb el tribut) que als lituans (que aspiraven a l'annexió dels principats); però Basili no era prou poderós per enfrontar-se obertament al seu sogre i va enviar a la seva dona i uns quants boiars a Smolensk amb un missatge cortès.
Timur Kutluq Aglan es devia sentior amenaçat perquè va enviar un ambaixador a Tamerlà que anunciava que es penedia de la seva desobediència passada quan, en contra del seu acord per portar els seus exèrcits a Tamerlà, havia "vagat al desert com lladre sense llar", i va manifestar la seva esperança que l'afable emperador "oblidaria tots els pecats i faltes i creuaria amb línies de perdó les pàgines dels nostres mals"; Tamerlà també va rebre un segon ambaixador de l'amir Ideku o Idigu el fundador de l'Horda de Nogai.
Mentre Basili preparava una campanya contra els tàtars en revenja pel darrer atac a Nijni Nóvgorod. Va enviar un exèrcit manat pel seu germà a Bulgària del Volga que va ocupar Bolghar, Yukotin, Kazan i Kremenchug, retornant a casa amb un important botí. Basili va agafar el títol de Conqueridor dels Búlgars. Mentre Vitautes seguia amb els seus plans que consistien a apoderar-se del gran principat per donar-lo en feu al seu protegit Toktamix. Va reunir les seves forces (formades per lituans, polonesos, russos i tàtars, a més de 500 alemanys enviats pel gran maestre dels teutons) a Kíev, sota el comandament de 50 prínceps russos i lituans i Vitautes com a cap suprem. La reina Eduvigis de Polònia va predir un desastre però Vitautes no la va escoltar.
Timur Kutlugh va enviar un missatge a Vitautes exigint l'entrega de Toktamix al que qualificava d'antic gran príncep i actual vil desertor; va contestar que hi aniria i trobaria a Timur. El kan va agafar posicions a les ribes del riu Vorskla darrere el Khorol i el Sula; Timur va preguntar perquè era atacat si no havia fet cap acte hostil i Vitautes va contestar que Déu l'havia escollit com a mestre del món i li va donar a escollir entre ser el seu tributari o el seu esclau. Timur va estar a punt de reconèixer a Vitautes com a superior i pagar tribut, però la insistència que l'escut d'armes de Lituania havia d'aparèixer a les monedes tàrtares va trencar l'acord. Timur va demanar una treva de 3 dies; en aquest temps va arribar al seu campament Idiku (Ëdigu) i les negociacions es van acabar. Va demanar una entrevista amb Vitautes que es va celebrar a la riba del riu i Idiku va demanar ser reconegut pel lituà, ja que era més gran i que posés el seu rostre a les monedes de Lituània.
Vitautes va enfurir i va ordenar iniciar la batalla. Spitko de Cracòvia i altres caps van recomanar fer la pau en veure la importància de l'exèrcit tàtar per Vitautes s'hi va negar confiant amb les armes de foc que eren una nova invenció i que els tàtars no tenien. Les forces tàrtares però estaven millor posicionades i van cobrir els flancs i ven trencar les línies enemigues i un atac final a la rereguarda del mateix Timur Kutlugh va acabar decidint. Toktamish fou dels primers a fugir i el va seguir Vitautes. Spitko de Cracòvia va morir lluitant igual que 74 nobles més. Les baixes lituanes foren elevades (dos terços de l'exèrcit) i entre els morts Gleb de Smolensk, i Miquel i Dimitri de Galítzia descendents del famós príncep Daniel. Els fugitius foren perseguits fins al Dnièper. Kíev va haver de pagar una multa als tàtars i també el monestir de Petcherski mentre els tàtars van assolar el territori de Vitautes fins a Lutsk. La batalla es va lliurar el 13 d'agost de 1399 (antic calendari 5 d'agost). Uns delegats foren enviats a Tamerlà per comunicar el resultat.
Timur Kutlugh no va viure gaire més. Aquell hivern va morir (finals del 1399 o començament del 1400). Es diu que Tamerlà es va alegrar de la seva mort perquè (com Toktamix) també havia estat ingrat amb ell. Hi ha monedes seves encunyades a Nova Horda i Krim entre els anys 1596/1597 i 1399/1400. El va succeir el seu germà Shadibeg.